# Iglesia de los Hermanos

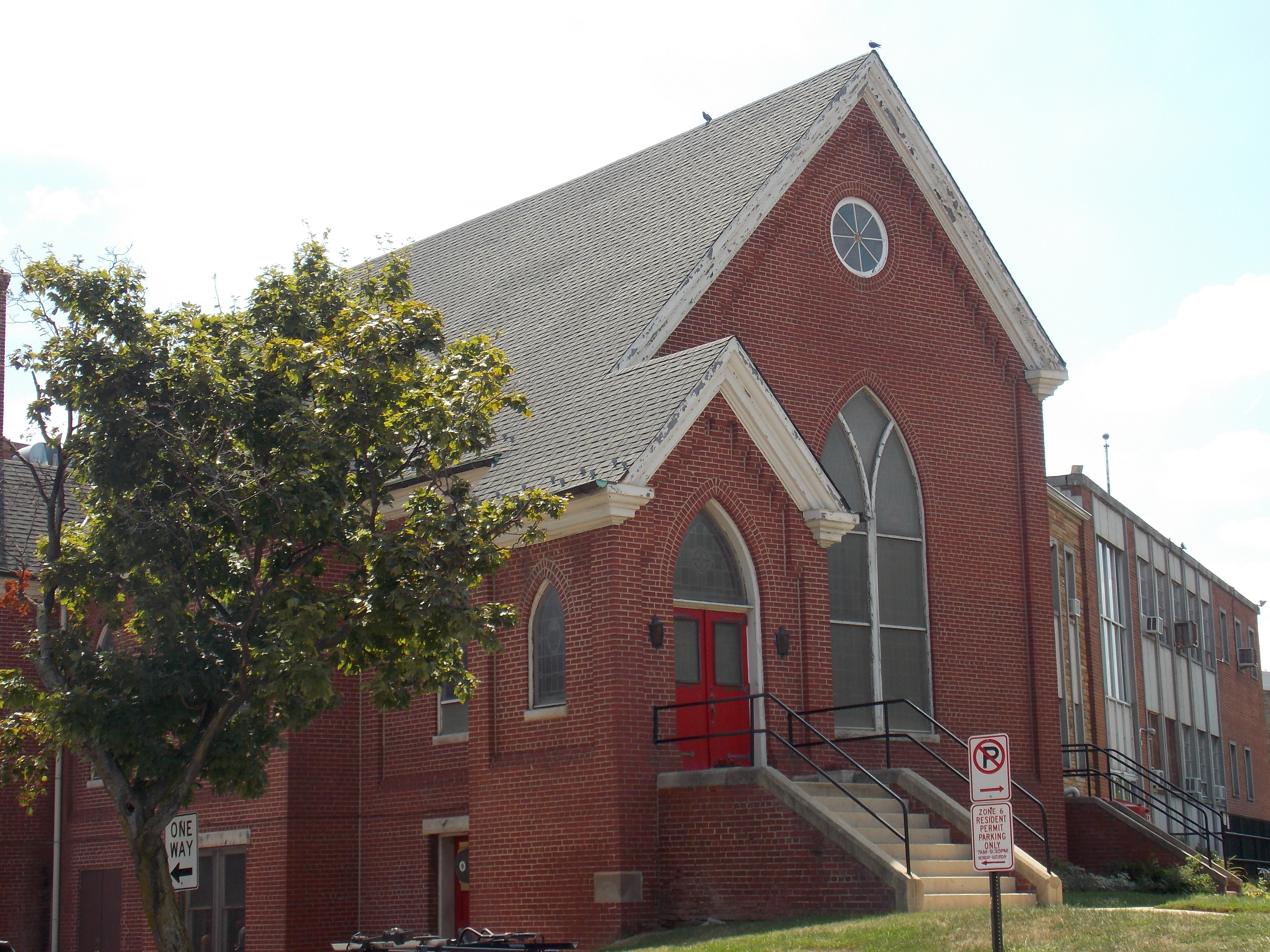
Iglesia de la ciudad de Washington, en el vecindario de Capitol Hill.

La Iglesia de los Hermanos es una iglesia cristiana anabaptista. Su sede se encuentra en Elgin (Illinois) en Estados Unidos. 

## Historia
La primera congregación en Estados Unidos fue establecida en 1723 en Pensilvania. La Iglesia de los Hermanos representa la corriente más grande que proviene de la Iglesia de los Hermanos de Schwarzenau, fundada por Mack. Esta Iglesia de los Hermanos Bautistas Alemanes se conoce popularmente en Alemania como Neue Täufer (Nuevos Bautistas) o Tunkers (sumergidos) y en Estados Unidos como Dunkers o Dunkards. Experimentó en 1881 la escisión de los Antiguos Hermanos Bautistas Alemanes, quienes tenían por norma vestir sus trajes tradicionales y se oponían a las escuelas dominicales, al enfoque misionero y al acatamiento de las decisiones de las conferencias nacionales. 
En 2003 la Asamblea Mundial de los Hermanos unió a seis denominaciones diferentes con origen común: antiguos, conservadores y liberales.
Según un censo de la denominación publicado en 2020, tiene 11 denominaciones miembros en 11 países, aproximadamente 2.600 iglesias y 600.000 miembros bautizados.

## Creencias
La denominación no tiene una confesión de fe formal y considera el Nuevo Testamento como su guía para la vida cristiana. Ha tomado históricamente una postura pacifista firme, practicando siempre la no violencia. Sin embargo, ella se adhiere a las creencias de la Iglesia de creyentes, especialmente para bautismo del creyente .